# John Comyn, II signore di Badenoch
John Comyn, II signore di Badenoch, detto Comyn il Vecchio o Comyn il Nero (... – Lochindorb, 1302), è stato un nobile, politico e diplomatico scozzese, Guardiano di Scozia e pretendente al trono durante la crisi del regno in seguito all'estinzione del casato dei Dunkeld.
Discendente del clan Comyn, ne ereditò il comando grazie alla rinuncia del fratello maggiore William, che preferì sposare un'altra ereditiera. Fu uno dei più importanti uomini politici della Scozia della seconda metà del XIII secolo, soprattutto durante i regni di Alessandro III e Margherita; per quest'ultima funse da reggente assieme agli altri Guardiani di Scozia. Dopo la morte dei due sovrani senza eredi, in virtù della sua discendenza da re Donald III tentò di reclamare il trono per sé durante la contesa dinastica nota come Grande causa, ma senza successo.
Dopo la sconfitta di suo cognato Giovanni di Scozia nella prima guerra d'indipendenza scozzese venne portato in Inghilterra come prigioniero, rimanendovi per circa un anno; morì poco dopo essere tornato in Scozia. Il suo unico erede, John Comyn III, fu il principale oppositore di Robert Bruce, e il suo assassinio nel 1306 scatenò la fase più sanguinosa della prima guerra d'indipendenza scozzese, così come la definitiva caduta del clan Comyn.

## Biografia

### Origini e ascesa
Era figlio secondogenito di John Comyn, I signore di Badenoch, e della sua prima moglie Eva. La sua data di nascita è ignota. La famiglia, il clan Comyn, era di origine normanna, giunta nelle isole britanniche durante la conquista normanna dell'Inghilterra, e costituiva una delle numerose fazioni in ascesa all'interno del regno di Scozia del XIII secolo.

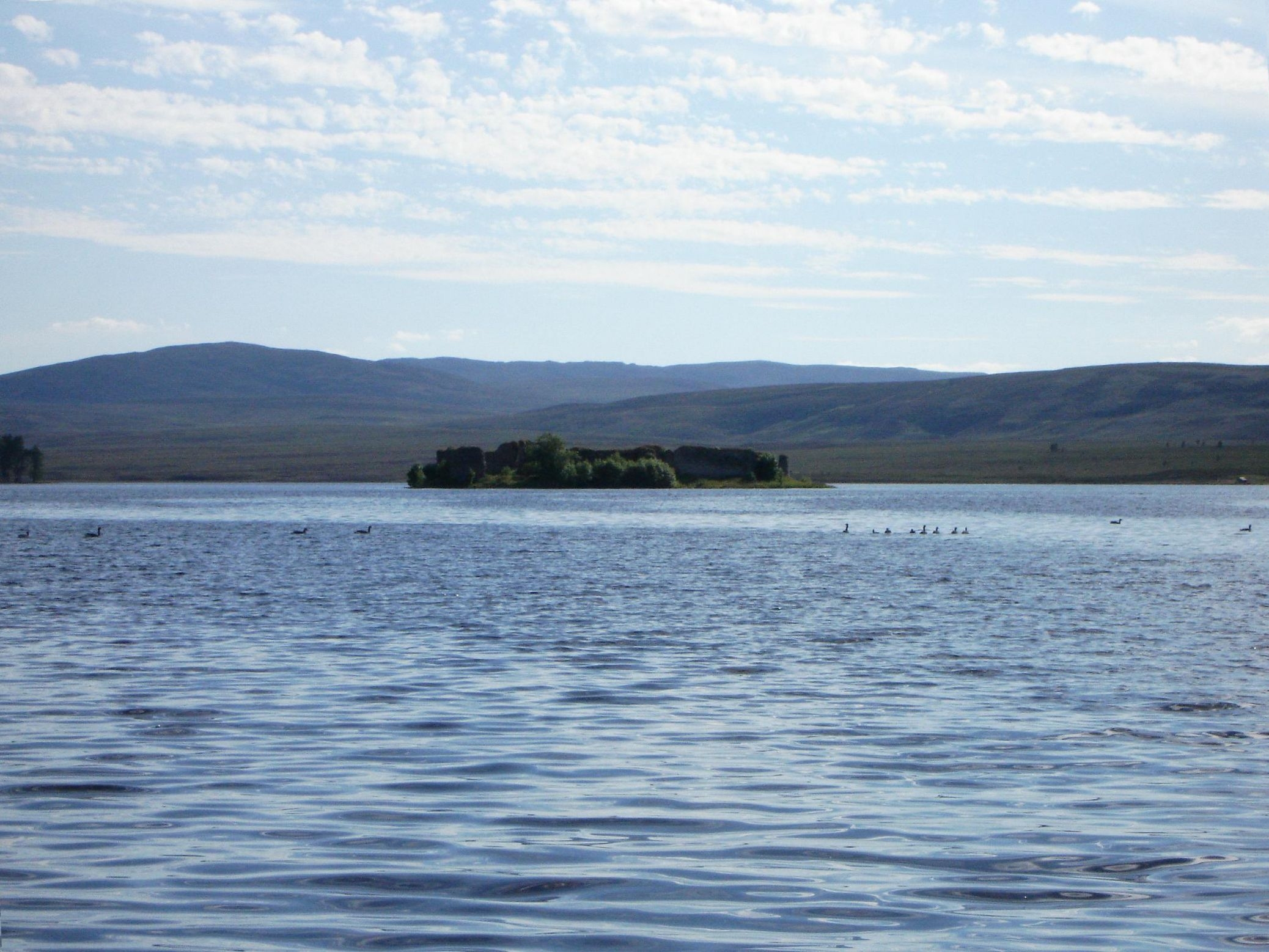
Rovine del castello di Lochindorb su un'isola dentro l'omonimo lago, dominio ancestrale del clan Comyn

Il fratello maggiore William, riportato dai documenti come erede originario del patrimonio familiare, sposò Isabel Russell, unica figlia ed erede della feudataria Isabella, contessa di Menteith, e pare quindi che rinunciasse alla signoria ancestrale della famiglia che gli spettava di diritto, così come agli eventuali diritti dinastici connessi. John poté così assumere la guida del potente clan Comyn alla morte del padre nel 1277. Al momento dell'ascesa si trovava nel feudo familiare di Tynedale, ma tornò subito in Scozia alla notifica della morte del padre e della conferma dell'eredità inviatagli da re Alessandro III. Nel 1278 effettuò una donazione all'abbazia di Inchaffray, con i fratelli William e Alexander a fargli da testimoni. Nel 1279 andò a processo contro un fratello minore, anch'egli di nome John, che gli contestava l'eredità di Tynedale, ma vinse la causa grazie al riconoscimento fattogli due anni prima dal sovrano.

### Carriera politica
Era molto vicino a re Alessandro III di Scozia il quale, come riporta lo Scotichronicon di Giovanni di Fordun, l'aveva reso cavaliere nel 1267 a Berwick. Fu uno dei principali collegamenti tra lui e il sovrano Eirik II di Norvegia nell'organizzazione del matrimonio fra quest'ultimo e la principessa Margherita di Scozia, ed era presente a Roxburgh quando le nozze vennero combinate nel 1281.
Dopo la morte del re di Scozia senza eredi nel 1286 fu tra coloro che resero fedeltà alla nuova sovrana nominale, Margherita di Norvegia, e in quanto tra i più grandi feudatari del regno (Magnates Scotiæ) divenne uno dei sei Guardiani di Scozia durante la minore età della regina, scelto come rappresentante dei baroni a sud del Firth of Forth. Abile diplomatico, aveva ottimi rapporti sia con Eirik II di Norvegia che con Edoardo I d'Inghilterra; dal primo si recò in visita nel 1289 per negoziare il matrimonio tra sua figlia Margherita e il principe Edoardo Plantageneto, mentre il secondo gli inviò un prezioso dono il 19 agosto 1290 come ringraziamento per avergli recapitato delle lettere del vescovo di St. Andrews William Fraser e per aver ratificato il trattato di Birgham-Salisbury, ovvero il riconoscimento inglese all'ascesa di Margherita come regina di Scozia.

### Pretendente al trono
La morte prematura di Margherita nel 1290 e l'estinzione del casato dei Dunkeld privò Comyn della sua posizione e scatenò il caos nel reame. In molti si fecero avanti come pretendenti al trono vacante e Comyn fu tra questi, competendo nella contesa dinastica nota come Grande causa. L'arbitro (non imparziale) della disputa era re Edoardo I d'Inghilterra.

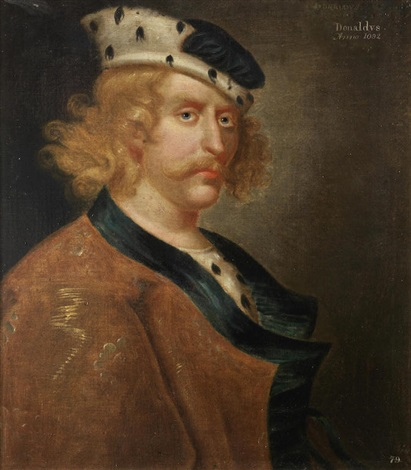
Re Donald III di Scozia, antenato di John Comyn, immaginato da George Jamesone (prima metà XVII secolo)

Comyn basava il suo reclamo su una lontanissima discendenza da re Donald III di Scozia (sovrano nel 1093-94 e di nuovo dal 1094 al 1097) tramite la trisavola Hextilda di Tynedale, figlia della principessa Bethoc di Scozia, unica figlia di Donald. Egli era l'unico tra i pretendenti a essere legato ad un ramo collaterale dei Dunkeld mentre gli altri si riferivano, legittimamente o meno, alla linea principale. La legittimità di Donald III come re era tuttavia fortemente messa in dubbio, poiché due secoli prima egli aveva usurpato il trono al nipote Duncan II, uccidendolo e provocando una guerra civile nel paese. Comyn il Nero fu il nono pretendente a perorare la propria causa davanti ad Edoardo I, ma con queste premesse la sua candidatura si dimostrò estremamente debole, e fu lui stesso a tirarsi indietro per supportare quella di John Balliol, suo cognato e alleato, che divenne infine il nuovo re di Scozia.

### Ultimi anni
Con l'incoronazione di Balliol nel 1292 cessò il suo ruolo di guardiano di Scozia. Durante il regno di Giovanni di Scozia John Comyn e la famiglia lo supportarono attivamente, col capoclan incaricato di mantenere stabili i rapporti con Edoardo I d'Inghilterra, che tuttavia conservava velleità di dominio sulla Scozia. Dopo lo scoppio della prima guerra d'indipendenza scozzese nel 1296 e l'iniziale disfatta scozzese alla battaglia di Dunbar, pressato dalla cattura dell'erede John Comyn il Rosso fu costretto a giurare fedeltà a Edoardo I, che aveva deposto Giovanni di Scozia e conquistato il paese. Il re inglese, non fidandosi più di lui in quanto ex-sostenitore di Balliol, per tenerlo sotto controllo lo obbligò a trasferirsi in Inghilterra per circa un anno. La prigionia di Comyn e della famiglia nella roccaforte inglese di Geddington fu tuttavia dorata, tanto che era loro concesso cacciare nelle foreste reali.
Lo scoppio della ribellione di William Wallace spinse Edoardo a perdonare parte dei nobili scozzesi prigionieri a patto che combattessero per lui, e i Comyn tra questi. Comyn il Vecchio tornò quindi in Scozia nel luglio 1297, rientrando in possesso dei propri beni e feudi e agendo da stabilizzatore dell'altrimenti incerta situazione politica. Morì tuttavia di lì a poco, all'incirca nel 1302 nel suo castello di Lochindorb, su un'isola al centro dell'omonimo lago, oggi in rovina.

## Discendenza

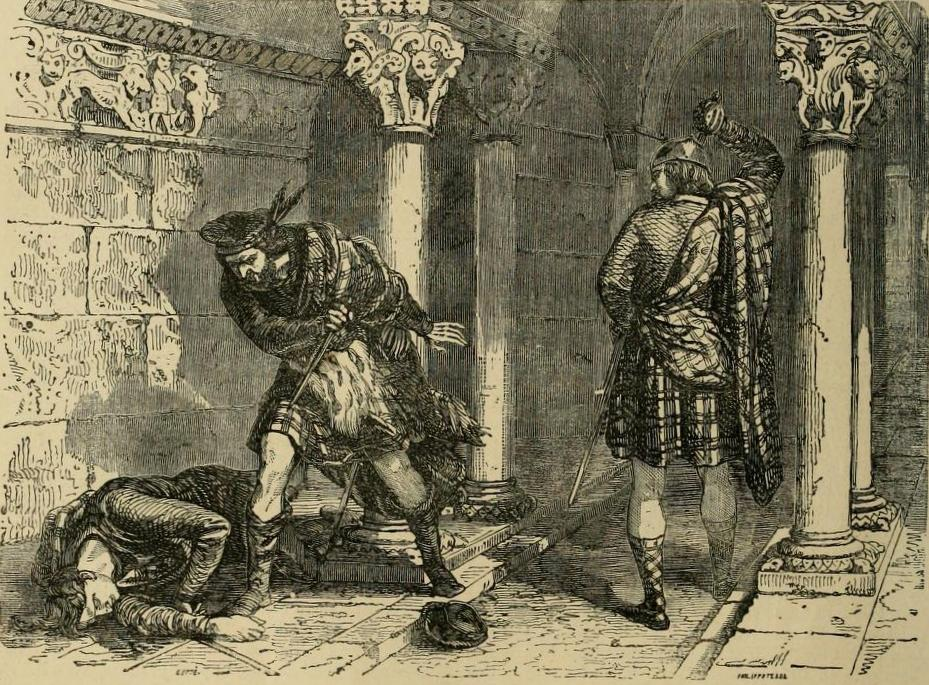
L'assassinio di John Comyn III da parte di Robert Bruce (Henri Félix Emmanuel Philippoteaux, 1856-57)

Si sposò in data ignota con una fanciulla appartenente al clan Balliol, sorella di re Giovanni di Scozia, il cui nome è tuttavia incerto (le forme più riportate sono Alianore, Alianora, Mary, Margery e Marjory). Ebbe da lei un unico figlio certo, John il Rosso, suo successore alla signoria di Badenoch e uno dei principali politici scozzesi di quegli anni, il cui assassinio a Dumfries per mano di Robert Bruce nel 1306 scatenò una nuova invasione inglese della Scozia. Il nipote John Comyn IV, cresciuto come ostaggio alla corte inglese, morì combattendo alla battaglia di Bannockburn nel 1314, e con la sua morte il patrimonio familiare andò disperso.
L'esistenza di un secondo figlio di nome William e di una figlia non è invece del tutto sicura, poiché si possiedono su di loro informazioni molto scarse, tanto che certe genealogie li omettono del tutto.

## Ascendenza
|                                    |   |                      | Genitori                |  |  | Nonni |  |  | Bisnonni      |  |  | Trisnonni     |  |
|                                    |   |                      |                         |  |  |       |  |  | William Comyn |  |  | Richard Comyn |  |
|                                    |   |                      |                         |  |  |       |  |  | William Comyn |  |  | Richard Comyn |  |
|                                    |   | Hextilda di Tynedale |                         |  |  |       |  |  | William Comyn |  |  |               |  |
| Richard Comyn                      |   |                      |                         |  |  |       |  |  | William Comyn |  |  |               |  |
|                                    |   | Sarah FitzHugh       | Robert Giffard FitzHugh |  |  |       |  |  |               |  |  |               |  |
|                                    |   | Sarah FitzHugh       | Robert Giffard FitzHugh |  |  |       |  |  |               |  |  |               |  |
|                                    |   | Sarah FitzHugh       | …                       |  |  |       |  |  |               |  |  |               |  |
| John Comyn, I signore di Badenoch  |   | Sarah FitzHugh       |                         |  |  |       |  |  |               |  |  |               |  |
|                                    |   | …                    | …                       |  |  |       |  |  |               |  |  |               |  |
|                                    |   | …                    | …                       |  |  |       |  |  |               |  |  |               |  |
|                                    |   | …                    | …                       |  |  |       |  |  |               |  |  |               |  |
| …                                  |   | …                    |                         |  |  |       |  |  |               |  |  |               |  |
|                                    |   | …                    | …                       |  |  |       |  |  |               |  |  |               |  |
|                                    |   | …                    | …                       |  |  |       |  |  |               |  |  |               |  |
|                                    |   | …                    | …                       |  |  |       |  |  |               |  |  |               |  |
| John Comyn, II signore di Badenoch |   | …                    |                         |  |  |       |  |  |               |  |  |               |  |
|                                    | … | …                    |                         |  |  |       |  |  |               |  |  |               |  |
|                                    | … | …                    |                         |  |  |       |  |  |               |  |  |               |  |
|                                    | … | …                    |                         |  |  |       |  |  |               |  |  |               |  |
| …                                  | … |                      |                         |  |  |       |  |  |               |  |  |               |  |
|                                    |   | …                    | …                       |  |  |       |  |  |               |  |  |               |  |
|                                    |   | …                    | …                       |  |  |       |  |  |               |  |  |               |  |
|                                    |   | …                    | …                       |  |  |       |  |  |               |  |  |               |  |
| Eva                                |   | …                    |                         |  |  |       |  |  |               |  |  |               |  |
|                                    |   | …                    | …                       |  |  |       |  |  |               |  |  |               |  |
|                                    |   | …                    | …                       |  |  |       |  |  |               |  |  |               |  |
|                                    |   | …                    | …                       |  |  |       |  |  |               |  |  |               |  |
| …                                  |   | …                    |                         |  |  |       |  |  |               |  |  |               |  |
|                                    |   | …                    | …                       |  |  |       |  |  |               |  |  |               |  |
|                                    |   | …                    | …                       |  |  |       |  |  |               |  |  |               |  |
|                                    |   | …                    | …                       |  |  |       |  |  |               |  |  |               |  |
|                                    |   | …                    |                         |  |  |       |  |  |               |  |  |               |  |

### Annotazioni
1. ↑  Su di lei e la seconda moglie del padre Alice Lindsay si sa poco o nulla (tanto che Balfour Paul le confonde per la stessa persona, cfr. Balfour Paul 1904, p. 507). Basandosi sulla data del secondo matrimonio paterno, avvenuto tra il 1265 e il 1270, e sulla nomina a cavaliere di Comyn il Nero nel 1267, si può affermare con una certa sicurezza che fosse figlio del primo matrimonio paterno. Cfr. (EN) Comyn, su Scotland Untitled Nobility, fmg.ac.
2. ↑  Comyn è la grafia medievale, Cumming è la grafia moderna.
3. ↑  Alcune fonti riportano William come vero erede paterno ma già morto al momento dell'eredità del fratello; tuttavia ciò non è possibile, poiché si hanno menzioni di lui in vita successivamente, lasciando quindi la rinuncia all'eredità come unica soluzione possibile alla mancanza di titoli. Cfr. Tout 1887, p. 459.
4. ↑  Nipote di re Donald III di Scozia, attraverso di lei John Comyn poté vantare un reclamo al regno di Scozia. Cfr. (EN) Comyn, su Scotland Untitled Nobility, fmg.ac.

### Riferimenti
1. 1 2 3 4  Balfour Paul 1904, p. 507.
2. 1 2 3 4 5 6 7 8 9 10 11 12 13  Tout 1887, p. 459.
3. 1 2 3 4 5 6 7 8 9 10 11 12 13  (EN) Comyn, su Scotland Untitled Nobility, fmg.ac.
4. ↑  Balfour Paul 1904, p. 503.
5. 1 2  Atti di Alessandro III, p. 222.
6. 1 2 3 4 5 6 7 8 9 10  Balfour Paul 1904, p. 508.
7. 1 2 3 4 5 6 7   Comyn, John, detto il Nero, su treccani.it.
8. ↑  Dunbar 1906, p. 104.
9. ↑  Dunbar 1906, p. 105.
10. ↑  Fordun, pp. 213-214.
11. ↑  Dunbar 1906, p. 112.
12. 1 2 3 4 5  Tout 1887, p. 460.
13. ↑  Balfour Paul 1904, pp. 508-509.
14. ↑  Balfour Paul 1904, pp. 509-510.
15. ↑  Fordun, p. 311.

### Fonti medievali
- (EN) Giovanni di Fordun, Scotichronicon, Edimburgo, Edmonton & Douglas, 1872  [XIV secolo].
- (EN) Alessandro III di Scozia, Atti di Alessandro III re degli Scozzesi, a cura di Cynthia J. Neville e Grant Simpson, Edimburgo, Università di Edimburgo, 2012,  p. 222, ISBN 9780748649327.

### Fonti moderne
- (EN) sir James Balfour Paul, Comyn, Lord of Badenoch, in The Scots Peerage, I, Edimburgo, David Douglas, 1904,  pp. 503-510.
- (EN) sir Alexander Dunbar, Scottish Kings: A Revised Chronology of the Scottish History (1005-1625), Edimburgo, David Douglas, 1906,  pp. 104-115.
- (EN) Thomas Frederick Tout, Comyn, John (d.1300?), in Leslie Stephen (a cura di), Dictionary of National Biography, 1885-1900, vol. 11, 1887,  pp. 459-460.